# 妙法寺 (徳島県神山町)
妙法寺（みょうほうじ）は、徳島県神山町にある真言宗御室派の寺院である。山号は宝珠光明山。本尊は阿弥陀如来。新四国曼荼羅霊場72番札所。

## 歴史
創建年は不詳。普寂が中興したと伝わる。
雨乞いの寺として知られており、境内には強い水脈がある。新四国曼荼羅霊場の札所であり、毎年4月15日には曼荼羅祭が開催される。

## 行事
- 4月15日 - 曼荼羅祭。新四国曼荼羅霊場の創立以来、毎年開催されている。

## 交通案内
- 四国旅客鉄道（JR四国）高徳線・牟岐線 徳島駅より車で約60分。

## 前後の札所
新四国曼荼羅霊場
71番 報恩寺 ---- 72番 妙法寺 ---- 73番 上一宮大粟神社